# Fiacha Sraibhtine
Fiacha Sraibhtine, figlio di Cairbre Lifechair (fl. IV secolo), è stato un leggendario re supremo d'Irlanda del III e IV secolo.
Fu detronizzato dai Tre Colla, figli di suo fratello Eochaid Doimlén.

## Fonti
- Seathrún Céitinn, Foras Feasa ar Éirinn 1.47
- Annali dei Quattro Maestri M285-322